# زبره (شارجه)
زبره یک منطقهٔ مسکونی در امارات متحده عربی است که در شارجه واقع شده‌است.